# Arab (cheval)
Pour les articles homonymes, voir Arab (homonymie).
Ne doit pas être confondu avec Arabe (cheval).
 Arab (russe : Араб, né en 1930 au Turkménistan et mort en 1953) est un étalon de race Akhal-Teké, qui a terminé le raid entre Achgabat et Moscou en 1935, avant de devenir champion d'URSS en saut d'obstacles et record de saut en hauteur, avec son cavalier Elizar Lvovich Levin. Repéré par Semion Boudienny, Arab devient reproducteur à la fin de sa vie, et engendre notamment l'étalon Absinthe. 

## Histoire
Arab est né en 1930 au kolkhoze de Vorochilov, dans la région d'Achgabat (au Turkménistan, maintenant nommée région de Gyaur). Il est utilisé par l'armée, et y reçoit le nom de Kazbek. Il participe en 1935 au célèbre raid pour chevaux couru entre Achgabat et Moscou,. 
Il est présenté au maréchal Boudienny, puis monté par le cavalier soviétique Elizar Lvovitch Levine (Е.М. Левин). Quand il atteint 19 ans, Arab est envoyé dans un haras pour devenir reproducteur.

## Description
Arab est un étalon de race Akhal-Teké doté d'une robe grise.

## Palmarès
Pendant 12 ans, Arab remporte à plusieurs reprises des compétitions dans toute l'Union soviétique. Son record est le franchissement d'un obstacle haut de 2,12 m, à l'âge de 17 ans. Arab a longtemps détenu le record russe de saut en hauteur, avant d'être détrôné par Polygon, un petit Akhal-Teké de 1,54 m, qui sauta 2,25 m.

## Origines
Le père d'Arab est l'étalon Ag Ishan (Аг Ишан). Sa mère est la jument Ata Gul (Ата Гуль).

## Descendance
Arab est le père d'Absinthe, qui est l'un de ses premiers fils,. D'après Tatyana Livanova (Татьяна Ливанова), Arab a transmis des « qualités sportives remarquables » à son fils.
La lignée d'Arab est la plus réputée des lignées d'Akhal-Teké pour le dressage.

## Controverse du défilé de 1945
D'après Jean-Louis Gouraud, ainsi que selon un article de la journaliste de Monde équestre (Конный мир) Inna Sukhodolskaya (Инна Суходольская) daté de 2005, il a toujours existé des controverses et des versions contradictoires à propos des origines et de l'identité réelle du cheval qui a participé au défilé militaire soviétique de 1945. D'après Sukhodolskaya, une rumeur très répandue à l'époque veut qu'Arab soit en réalité ce cheval qui a défilé sous le nom de Koumir. Cette version est notamment soutenue par Levin, le cavalier d'Arab.